# Liste de catastrophes naturelles aux Pays-Bas
Cette liste inventorie les catastrophes naturelles ayant touché les Pays-Bas au cours des siècles.

## Raz-de-marée et inondations
- Transgression marine Dunkerque II
- Transgression marine Dunkerque III
- Raz-de-marée aux Pays-Bas en 838
- Raz-de-marée aux Pays-Bas en 1014
- Inondations aux Pays-Bas en 1042
- Raz-de-marée aux Pays-Bas en 1134
- Inondation de la Saint-Thomas en 1163
- Inondation de la Sainte-Julienne en 1164
- Inondation de la Toussaint en 1170
- Inondation de la Saint-Nicolas en 1196
- Raz-de-marée aux Pays-Bas en 1212
- Raz-de-marée aux Pays-Bas en 1214
- Inondation de la Saint-Marcel en 1219
- Inondation aux Pays-Bas en 1220
- Inondation aux Pays-Bas en 1221
- Raz-de-marée aux Pays-Bas en 1248
- Raz-de-marée aux Pays-Bas en 1280
- Raz-de-marée aux Pays-Bas en 1282
- Inondation de la Sainte-Lucie en 1287
- Inondation de la Sainte-Agathe en 1288
- Inondation de Simon et Jude en 1288
- Raz-de-marée aux Pays-Bas en 1322
- Inondation de la Saint-Clément en 1334
- Inondation de la Saint-Marcel en 1362
- Inondations aux Pays-Bas en 1374
- Raz-de-marée aux Pays-Bas en 1375
- Raz-de-marée aux Pays-Bas en 1377
- Inondation de la Sainte-Élisabeth en 1404
- Inondation de la Sainte-Élisabeth en 1421
- Inondation de la Sainte-Élisabeth en 1424
- Inondation de la Sainte-Ursule en 1468
- Inondation des Saints Cosme et Damien en 1477
- Inondation des Saints Cosme et Damien en 1509
- Inondation de la Saint-Jérôme en 1514
- Inondation de la Saint-Félix en 1530
- Inondation de la Toussaint en 1532
- Inondation de la Saint-Ponce en 1552
- Inondation de la Toussaint en 1570
- Inondation de la Sainte-Élisabeth en 1642
- Inondation de la Saint Pierre en 1651
- Inondation de la Toussaint en 1675
- Raz-de-marée aux Pays-Bas en 1682
- Inondation de la Saint-Martin en 1686
- Raz-de-marée aux Pays-Bas en 1703
- Inondation de Noël en 1717
- Inondation de 1809
- Raz-de-marée aux Pays-Bas en 1820
- Raz-de-marée aux Pays-Bas en 1825
- Inondations aux Pays-Bas en 1855
- Inondations aux Pays-Bas en 1861
- Inondations aux Pays-Bas en 1906
- Inondations aux Pays-Bas en 1916
- Inondation causée par la mer du Nord en 1953
- Débordement de la Meuse en 1993
- Rupture de la digue circulaire d'Utrecht en 2003
- Inondations de la Toussaint en 2006

## Tornades et cyclones
- Tornades des Pays-Bas du 10 août 1925

## Menaces potentielles
- Évacuation de 1995 aux Pays-Bas